# Сезар, Ари Ногейра
Ари Ногейра Сезар (порт.-браз. Ary Nogueira César; 13 апреля 1919, Куритиба, Парана — неизвестно), более известный как Ари (порт.-браз. Ari) — бразильский футболист, вратарь.

## Клубная карьера
Родился в городе Куритиба, штат Парана. Начал карьеру в местном клубе «Коритиба», в составе которого дважды становился чемпионом штата Парана в 1939 и 1941 годах.
Спустя десять лет выступлений, в 1942 году он перешёл в стан «Ботафого» из Рибейран-Прету. 12 апреля Ари Ногейра дебютировал в составе команды в матче Лиги Кариоки против «Фламенго». В 1948 году вместе с клубом стал обладателем Лиги Кариоки. За «Ботафого» Сезар провёл 142 матча и пропустил 240 мячей.
Из «Ботафого» вратарь ушел в колумбийский «Мильонариос», с клубом игрок дважды выигрывал национальный чемпионат. Завершил карьеру в «Бонсусессо».

## Международная статистика
| Матчи Ари за сборную Бразилии | Матчи Ари за сборную Бразилии | Матчи Ари за сборную Бразилии | Матчи Ари за сборную Бразилии | Матчи Ари за сборную Бразилии | Матчи Ари за сборную Бразилии | Матчи Ари за сборную Бразилии |
| ----------------------------- | ----------------------------- | ----------------------------- | ----------------------------- | ----------------------------- | ----------------------------- | ----------------------------- |
| №                             | Дата                          | Место проведения              | Оппонент                      | Счёт                          | Голы                          | Турнир                        |
| 1                             | 20 декабря 1945               | Рио-де-Жанейро                | Аргентина                     | 6:2                           | —                             | Кубок Рока                    |
| 2                             | 23 декабря 1945               | Рио-де-Жанейро                | Аргентина                     | 3:1                           | —                             | Кубок Рока                    |
| 3                             | 5 января 1946                 | Монтевидео                    | Уругвай                       | 3:4                           | —                             | Кубок Рио-Бранко              |
| 4                             | 9 января 1946                 | Монтевидео                    | Уругвай                       | 1:1                           | —                             | Кубок Рио-Бранко              |
| 5                             | 16 января 1946                | Буэнос-Айрес                  | Боливия                       | 3:0                           | —                             | Чемпионат Южной Америки       |
| 6                             | 23 января 1946                | Буэнос-Айрес                  | Уругвай                       | 4:3                           | —                             | Чемпионат Южной Америки       |
| 7                             | 29 января 1946                | Авельянеда                    | Парагвай                      | 1:1                           | —                             | Чемпионат Южной Америки       |
| 8                             | 3 февраля 1946                | Буэнос-Айрес                  | Чили                          | 5:1                           | —                             | Чемпионат Южной Америки       |

## Достижения
- Чемпион штата Парана: 1939, 1941, 1942
- Чемпион лиги Кариока: 1948
- Чемпион Колумбии: 1952, 1952